# Méridai római híd
A méridai római kori híd (spanyol nevén: Puente romano) a spanyolországi Mérida egyik római kori műemléke. Mérida régészeti együttesének részeként 1993 óta a Világörökség része.

## Története
A híd a város (Emerita Augusta) alapításával nagyjából egy időben, az 1. században épült az akkor Anasnak nevezett folyó fölött. Stratégiai fontosságú volt, mivel ez a híd a Lusitania provincia és a birodalom többi része közötti úton feküdt. Eredetileg két külön híd volt, amelyek a folyó szigetét az egyik illetve a másik parttal kötötték össze, a szigeten pedig egy hatalmas ékszerű építményt létesítettek, amely a két ág felé terelte a vizet. Ez a „vízválasztó” építmény akkora volt, hogy egyszer a tetején marhapiacot is rendeztek. A különböző csaták és áradások az idők során többször megrongálták a hidat, így számos alkalommal került sor felújításra: ezek közül a legjelentősebb a 17. században történt, amikor középső szakaszához öt ívet építettek hozzá, és létrehozták azokat a lejárókat, amelyeken a folyó szigete közelíthető meg.

## Leírása
A híd, amely az egész ókor egyik leghosszabb hídja volt, Mérida mai történelmi belvárosától délnyugatra ível át a Guadiana folyón. Hosszúsága 792 méter, legnagyobb magassága a 12 métert is eléri. Betonból és gránitból készült, összesen 60 félköríves nyílása van. Ahol a folyó sodrása a legerősebb, ott pillérein kis nyílásokat is vágtak, hogy ezzel is csökkentsék az építményre nehezedő víznyomást.
Ma gyalogosok és kerékpárosok használhatják.

## Képek

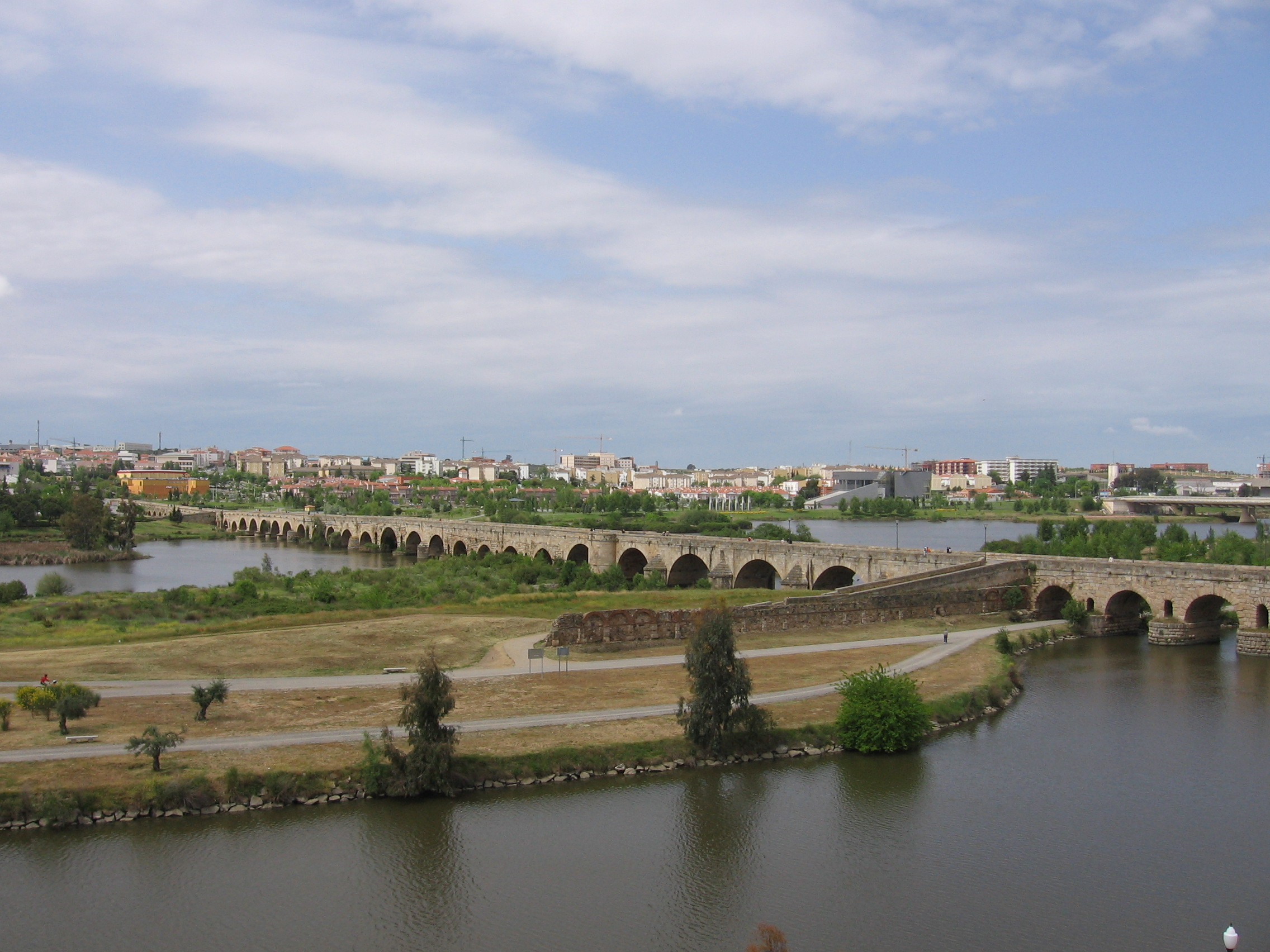
Távolabbról
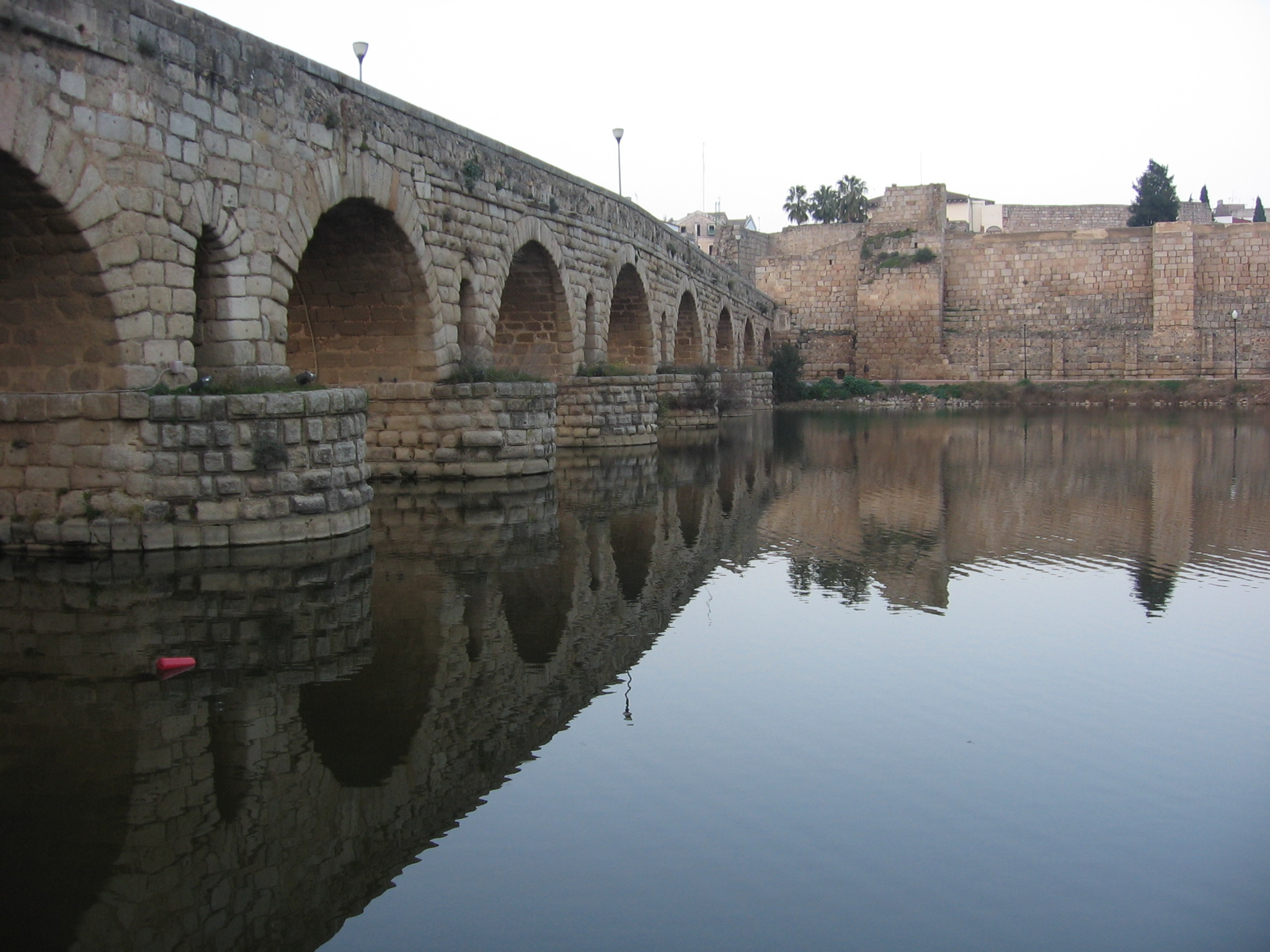
A híd és a folyó
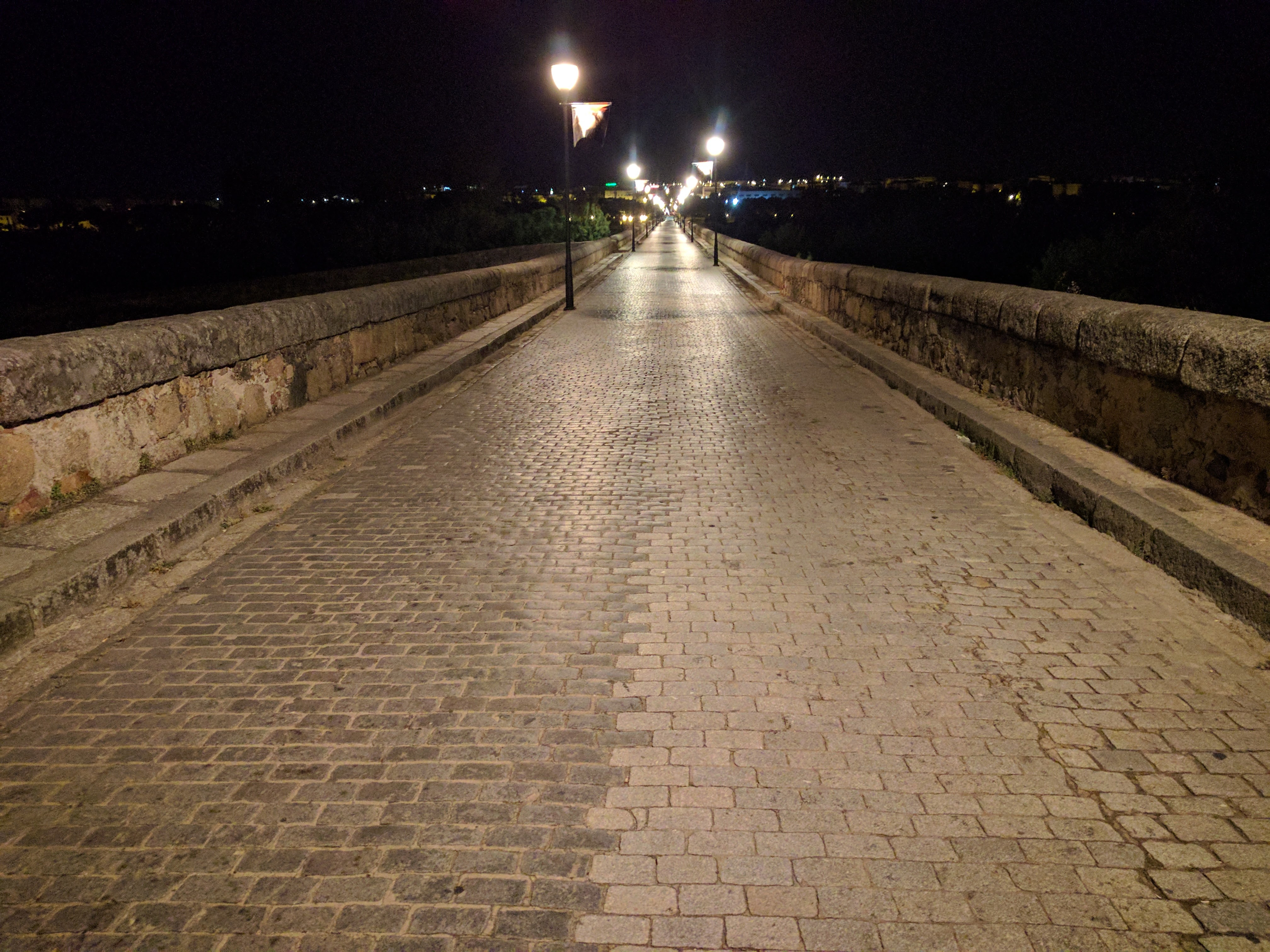
Felülről
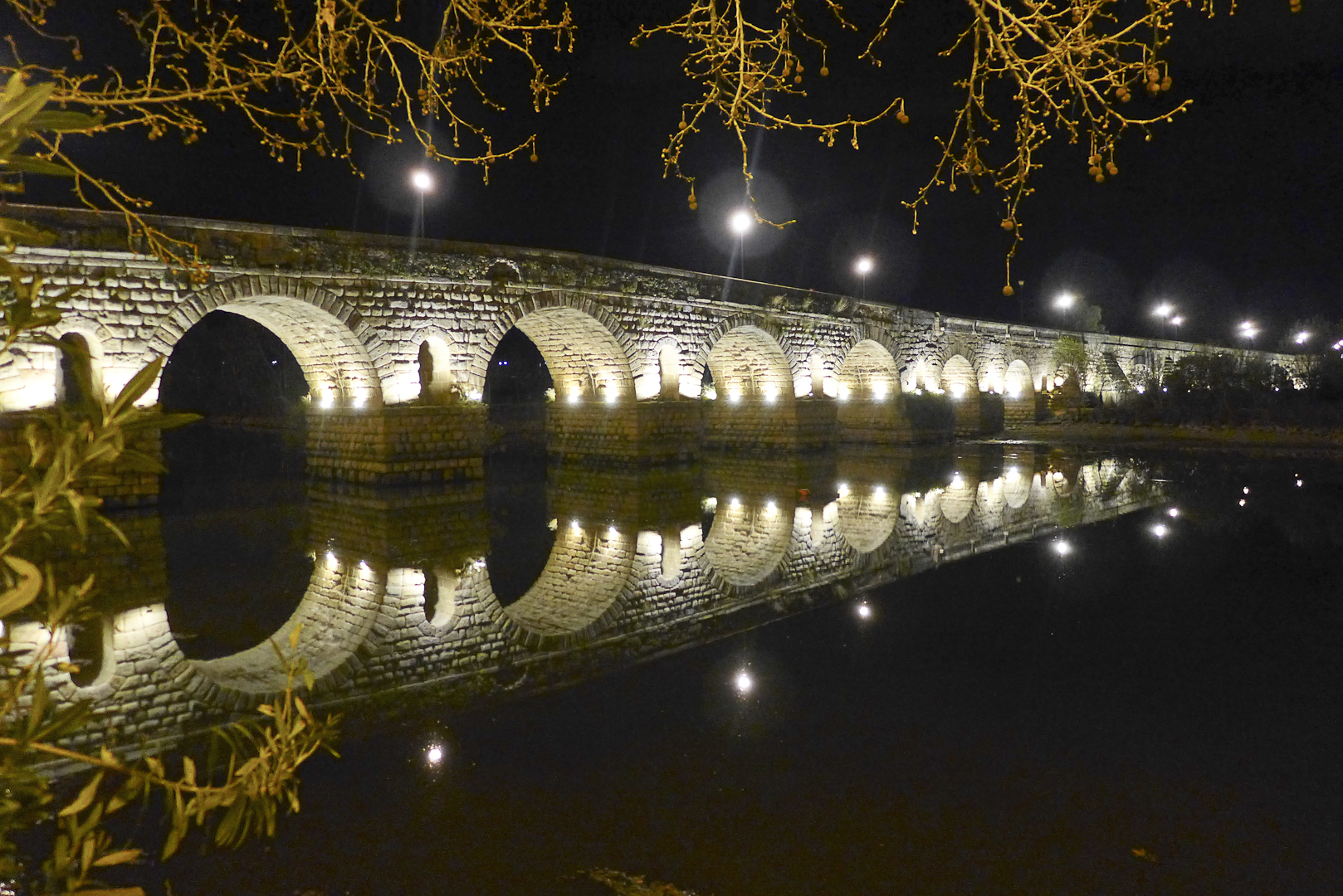
Éjjeli kivilágításban